# Apatomyza desertica
Apatomyza desertica är en tvåvingeart som beskrevs av Lamas, Evenhuis och Márcia Souto Couri 2001. Apatomyza desertica ingår i släktet Apatomyza och familjen svävflugor.
Artens utbredningsområde är Namibia. Inga underarter finns listade i Catalogue of Life.